# 대한민국의 육군제2작전사령관
다음은 역대 대한민국 육군 제2야전군사령관(第二野戰軍司令官)과 제2작전사령관(第二作戰司令官)의 목록이다.

## 역할
- (작전사령부령 제3조 제1항) 사령관은 국군조직법 제9조제3항에 따라 합동참모의장의 작전지휘·감독을 받는 경우 외에는 육군참모총장의 명을 받아 사령부의 업무를 통할하고, 사령부에 예속되거나 배속된 부대를 지휘·감독한다.
- (작전사령부령 부칙 제1조) 이 영은 2007년 11월 1일부터 시행한다.
- (작전사령부령 부칙 제2조) 제2군사령부령은 폐지한다.
- (작전사령부령 부칙 제3조 제2항) 국군조직법 제9조제3항의 규정에 의한 전투를 주 임무로 하는 각 군의 작전부대 등에 관한 규정 일부를 다음과 같이 개정한다. 제2조제1호 중 "제2군사령부"를 "육군 제2작전사령부"로 한다.

## 역대 사령관
| 정부             | 대수     | 성명           | 계급 | 출신      | 임관       | 임기                    | 비고                                        |
| ---------------- | -------- | -------------- | ---- | --------- | ---------- | ----------------------- | ------------------------------------------- |
| 제1공화국        | 초대     | 강문봉(姜文奉) | 중장 | 함북 부령 | 군영       | 1954.10.31 ~ 1956.9.27  |                                             |
| 제1공화국        | 2대      | 최영희(崔榮喜) | 중장 | 서울      | 군영       | 1956.9.27 ~ 1959.2.28   |                                             |
| 제1공화국        | 3대      | 장도영(張都暎) | 중장 | 평북 용천 | 군영       | 1959.2.28 ~ 1961.2.27   |                                             |
| 제2공화국        | 4대      | 최경록(崔慶祿) | 중장 | 충북 음성 | 군영       | 1961.2.27 ~ 1961.5.22   |                                             |
| 국가재건최고회의 | 5대      | 민기식(閔耭植) | 중장 | 충북 청원 | 군영       | 1961.5.22 ~ 1962.5.7    |                                             |
| 국가재건최고회의 | 6대      | 장창국(張昌國) | 중장 | 서울      | 군영       | 1962.5.7 ~ 1963.6.1     |                                             |
| 국가재건최고회의 | 7대      | 김용배(金容培) | 중장 | 서울      | 군영       | 1963.6.1 ~ 1965.3.30    |                                             |
| 제3공화국        | 8대      | 박경원(朴璟遠) | 중장 | 전남 영광 | 군영       | 1965.3.30 ~ 1966.12.28  |                                             |
| 제3공화국        | 9대      | 정래혁(丁來赫) | 중장 | 전남 곡성 | 육사 7특기 | 1966.12.28 ~ 1968.2.16  | 국보위                                      |
| 제3공화국        | 10대     | 문형태(文亨泰) | 중장 | 전남 화순 | 육사 2기   | 1968.2.16 ~ 1968.8.8    |                                             |
| 제3공화국        | 11대     | 한신(韓信)     | 중장 | 함남 영흥 | 육사 2기   | 1968.8.8 ~ 1969.5.1     |                                             |
| 제3공화국        | 12대     | 채명신(蔡命新) | 중장 | 황해 곡산 | 육사 5기   | 1969.5.1 ~ 1972.6.1     |                                             |
| 제3공화국        | 13대     | 박원근(朴元根) | 중장 | 인천      | 육사 2기   | 1972.6.1 ~ 1974.12.26   |                                             |
| 제4공화국        | 14대     | 이병형(李秉衡) | 중장 | 함남 북청 | 육사 4기   | 1974.12.26 ~ 1976.7.7   |                                             |
| 제4공화국        | 15대     | 박희동(朴熙東) | 중장 | 경남 밀양 | 육사 3기   | 1976.7.7 ~ 1977.12.27   |                                             |
| 제4공화국        | 16대     | 김종수(金鍾洙) | 중장 | 경남 김해 | 육사 3기   | 1977.12.27 ~ 1979.3.7   |                                             |
| 제4공화국        | 17대     | 진종채(陳鍾埰) | 대장 | 경북 포항 | 육사 8기   | 1979.3.7 ~ 1981.3.7     | 국보위                                      |
| 제5공화국        | 18대     | 차규헌(車圭憲) | 대장 | 경기 송탄 | 육사 8기   | 1981.3.7 ~ 1983.1.18    | 신군부                                      |
| 제5공화국        | 19대     | 이기백(李基百) | 대장 | 충남 연기 | 육사 11기  | 1983.1.18 ~ 1983.6.2    | 국보위, 합동참모의장 역임                   |
| 제5공화국        | 20대     | 김홍한(金烘漢) | 중장 | 부산      | 육종 9기   | 1983.6.2 ~ 1984.7.12    |                                             |
| 제5공화국        | 21대     | 오자복(吳滋福) | 대장 | 경기 개성 | 갑종 3기   | 1984.7.14 ~ 1986.7.8    | 국보위                                      |
| 제5공화국        | 22대     | 이종구(李鍾九) | 대장 | 경북 칠곡 | 육사 14기  | 1986.7.8 ~ 1988.6.10    | 하나회                                      |
| 노태우 정부      | 23대     | 민경배(閔庚培) | 대장 | 강원 홍천 | 육사 14기  | 1988.6.10 ~ 1990.1.17   |                                             |
| 노태우 정부      | 24대     | 이필섭(李弼燮) | 대장 | 충남 당진 | 육사 16기  | 1990.1.17 ~ 1991.12.4   | 하나회                                      |
| 노태우 정부      | 25대     | 김연각(金淵珏) | 대장 | 경북 상주 | 육사 17기  | 1991.12.4 ~ 1993.4.12   |                                             |
| 김영삼 정부      | 26대     | 김진선(金鎭渲) | 대장 | 충북 괴산 | 육사 19기  | 1993.4.12 ~ 1993.5.27   | 하나회                                      |
| 김영삼 정부      | 27대     | 박세환(朴世煥) | 대장 | 경북 영주 | 학군 1기   | 1993.5.27 ~ 1995.3.30   | 대한민국 재향군인회 회장 역임               |
| 김영삼 정부      | 28대     | 조성태(趙成台) | 대장 | 충남 천안 | 육사 20기  | 1995.3.30 ~ 1996.10.21  |                                             |
| 김영삼 정부      | 29대     | 김진호(金辰浩) | 대장 | 서울      | 학군 2기   | 1996.10.21 ~ 1998.3.28  | 합동참모의장, 대한민국 재향군인회 회장 역임 |
| 김대중 정부      | 30대     | 조영길(曺永吉) | 대장 | 전남 영광 | 갑종 172기 | 1998.3.28 ~ 1999.10.28  | 합동참모의장 역임                           |
| 김대중 정부      | 31대     | 김인종(金仁鍾) | 대장 | 제주      | 육사 24기  | 1999.10.28 ~ 2001.10.11 |                                             |
| 김대중 정부      | 32대     | 홍순호(洪淳昊) | 대장 | 충남 아산 | 학군 4기   | 2001.10.11 ~ 2003.4.4   |                                             |
| 노무현 정부      | 33대     | 양우천(梁宇千) | 대장 | 경남 남해 | 육사 26기  | 2003.4.4 ~ 2005.3.31    |                                             |
| 노무현 정부      | 34대     | 권영기(權泳基) | 대장 | 경남 합천 | 갑종 222기 | 2005.3.31 ~ 2006.11.17  |                                             |
| 노무현 정부      | 35대     | 박영하(朴永夏) | 대장 | 경북 청도 | 3사 1기    | 2006.11.17 ~ 2008.3.21  | 대한민국 재향군인회 이사 역임               |
| 이명박 정부      | 36대     | 조재토(趙在土) | 대장 | 전북 김제 | 학군 9기   | 2008.3.21 ~ 2009.9.18   |                                             |
| 이명박 정부      | 37대     | 이철휘(李哲徽) | 대장 | 경기 포천 | 학군 13기  | 2009.9.18 ~ 2011.4.15   |                                             |
| 이명박 정부      | 38대     | 조정환(曺晶煥) | 대장 | 강원 인제 | 육사 33기  | 2011.4.15 ~ 2012.10.10  |                                             |
| 이명박 정부      | 39대     | 김요환(金曜煥) | 대장 | 전북 부안 | 육사 34기  | 2012.10.10 ~ 2014.8.11  |                                             |
| 박근혜 정부      | 40대     | 이순진(李淳鎭) | 대장 | 경북 군위 | 3사 14기   | 2014.8.11 ~ 2015.9.16   | 합동참모의장 역임                           |
| 박근혜 정부      | 41대     | 박찬주(朴贊珠) | 대장 | 충남 천안 | 육사 37기  | 2015.9.16 ~ 2017.8.8    |                                             |
| 문재인 정부      | 42대     | 박한기(朴漢基) | 대장 | 충남 부여 | 학군 21기  | 2017.8.9 ~ 2018.10.5    | 합동참모의장 역임                           |
| 문재인 정부      | 43대     | 황인권(黃仁權) | 대장 | 전남 보성 | 3사 20기   | 2018.10.5 ~ 2020.9.24   |                                             |
| 문재인 정부      | 44대     | 김정수(金政秀) | 대장 | 전남 무안 | 육사 42기  | 2020.9.23 ~ 2022.5.25   |                                             |
| 윤석열 정부      | 45대     | 신희현(申熙鉉) | 대장 | 충남 예산 | 학군 27기  | 2022.5.26 ~ 2023.10.29  |                                             |
| 윤석열 정부      | 46대     | 고창준(高昌俊) | 대장 | 충북 영동 | 3사 26기   | 2023.10.29 ~ 2024.12.12 | 육군참모총장 직무대리(대장)                 |
| 윤석열 정부      | 직무대리 | 김봉수(金鳳收) | 중장 | 충남 논산 | 육사 47기  | 2024.12.12 ~            | 제2작전사령관 직무대리(중장)                |

1. ↑  대장 인사 중 진급과 참모총장, 합참의장 인사는 국무회의 심의가 필요하다. 계엄 후 상황에서 대장인사 관련 사실상 국무회의 심의는 어려운 점이다.
2. ↑  대장 인사 중 진급과 참모총장, 합참의장 인사는 국무회의 심의가 필요하다. 계엄 후 상황에서 대장인사 관련 사실상 국무회의 심의는 어려운 점이다.